# Édit de Turgot de 1776 supprimant les corporations
En février 1776, Turgot, contrôleur général des finances, obtint du roi Louis XVI la suppression des communautés de métiers ; l'édit de Turgot de 1776 supprimant les corporations souleva d’emblée de très fortes résistances. Le Parlement de Paris refusa de l’enregistrer et il fallut un lit de justice, le 12 mars 1776, pour l’y contraindre. Ces difficultés provoquèrent la disgrâce de Turgot qui fut révoqué par le roi le 12 mai suivant. 
Un nouvel édit d’août 1776 rétablissait l'organisation corporative des secteurs concernés, mais il en réduisait le nombre et imposait des règles nouvelles qu'il étendait à de nombreuses autres communautés professionnelles (métiers réglés, métiers banaux). La mise en œuvre de ce nouvel édit dans tout le royaume n’était pas achevée lorsque le décret d’Allarde supprima, de manière définitive, les corporations en 1791.

## Les corporations auXVIIIesiècleavant l’édit
L’organisation des métiers, on disait arts, en communautés n’est attestée que depuis le XIIe siècle, bien qu’elle soit probablement antérieure. Elle est vraiment documentée à partir du XIIIe siècle, avec le Livre des métiers d’Étienne Boileau.
L’édit de Turgot fait donc disparaître une organisation qui, dans ses grandes lignes, subsistait depuis le Moyen Âge.
Il existait trois types de métiers dans les arts dits mécaniques ou de marchandise : les métiers libres, les métiers réglés (avec des normes réglementaires, mais sans droit d'auto-administration) et les métiers jurés supprimés par l'édit. Les autres arts et métiers (arts libéraux, nobles arts) étaient tous organisés par ailleurs en communautés jurées dépendant du clergé (universités, collèges, chapitres...) ou du roi (corps d'officiers de judicature, noblesses des provinces, régiments, etc.).
Chaque métier juré est doté d'un statut octroyé ou modifié par lettres patentes du roi donnant une personnalité collective de droit public à tous ceux qui exercent cette profession, avec un nom collectif, un sceau, une caisse, un représentant, des institutions délibératives chargées de définir les normes de qualité, ainsi que le tarif des ventes et des salaires, un droit social correspondant à nos actuelles conventions collectives, en beaucoup plus simple ; il fixe par exemple le nombre maximum d'apprentis qu'un maître peut prendre, la durée maximale d'apprentissage en heures et en années, les tâches que le maître n'a pas le droit d'exiger des enfants, les cours qu'ils doivent suivre en commun dans les petites écoles publiques ou les écoles du métier. Chaque communauté de métier était doublée par une ou plusieurs confréries charitables qui prenaient en charge l'aspect spirituel du métier, c'est-à-dire religieux (fêtes), social (hôpitaux, hospices), éducatif (écoles des métiers). Chaque communauté de métier était dirigée par un collège de syndics, de jurés et de gardes. Élus par l’assemblée des maîtres, ils représentaient la communauté, en géraient le budget, visaient les contrats d’apprentissage, inspectaient les ateliers, répartissaient la capitation. Nul ne pouvait devenir maître s’il n’avait tout d’abord été apprenti, puis compagnon dans un atelier. Mais ces conditions ne suffisaient pas : pour devenir maître, le compagnon devait présenter un chef-d’œuvre (première œuvre en tant que maître), acquitter des droits de maîtrise et obtenir l’assentiment des jurés et des maîtres du métier. Les droits de maîtrise, c'est-à-dire de rachat d'une maîtrise à un maître qui s'est retiré, variaient selon les communautés et les villes. À Paris, ils étaient de 5 000 livres pour les épiciers apothicaires, 1 500 livres pour les bonnetiers, 500 livres pour les fourbisseurs ou 200 livres pour les cardeurs. 
Les registres du procureur royal au Châtelet permettent de disposer d’informations sur les admissions faites à Paris sur les années 1736, 1748 et 1762. En 1736, 1012 nouveaux maîtres furent reçus dans 94 corporations (sur les 120 existantes) ; en 1748, 1006 ; en 1762, 1035. Sur ces trois périodes, la proportion de fils de maîtres (augmentée des compagnons ayant épousé des filles de maîtres ou des veuves), est de l’ordre d’un tiers. Néanmoins, pour l’énorme masse des compagnons, il était impossible d’accéder à la maîtrise .

## La critique des corporations
Le préambule de l’édit de 1776 résume les critiques qui ont visé les corporations tout au long du XVIIIe siècle. Il s'agit des thèmes bien connus du libéralisme économique développé en Angleterre où le régime des grosses manufactures industrielles est déjà mis en place en exploitant sans limite une main d'œuvre extrêmement pauvre.
Le préambule argue que les monopoles corporatifs interdisent le libre accès au travail : nul ne peut trouver d’emploi, qu’après avoir subi « la cherté et la longueur inutile des apprentissages et la servitude prolongée du compagnonnage » ; et nul ne peut devenir maître « qu’après des épreuves aussi longues et aussi pénibles que superflues, et après avoir satisfait à des droits ou à des exactions multipliées, par lesquelles une partie des fonds dont ils auraient eu besoin pour monter leur commerce ou leur atelier, ou même pour subsister, se trouve consumée en pure perte. Ceux dont la fortune ne peut satisfaire ces dépenses sont réduits à n’avoir qu’une subsistance précaire sous l’empire des maîtres, à languir dans l’indigence, ou à porter hors de leur patrie une industrie qu’ils auraient pu rendre utile à l’État. »
Les monopoles privent également les citoyens de toutes les classes « des avantages que leur donnerait la concurrence pour le bas prix et la perfection du travail. » Sous prétexte de bannir du commerce des marchandises mal fabriquées, les règlements corporatifs multiplient les prescriptions relatives à la qualité  des matières premières, à leur emploi et à leur fabrication. Ils écartent ainsi les concurrents potentiels. En même temps, ils assujettissent les maîtres eux-mêmes aux chefs des communautés. Les règlements corporatifs sont des « codes obscurs, rédigés par l’avidité, adoptés sans examen dans les temps d’ignorance, et auxquels il n’a manqué, pour être l’objet de l’indignation publique que d’être connus », et les dispositions qu’on y trouve sont « bizarres, tyranniques, contraires à l’humanité et aux bonnes mœurs ». Les pouvoirs des jurés sont exercés de manière arbitraire : des saisies ont lieu pour de prétendues contraventions, des sommes considérables sont dilapidées dans des procès que les communautés de métiers engagent les unes contre les autres pour préserver leurs privilèges exclusifs.
Les monopoles retardent le progrès technique « par les difficultés multipliées que rencontrent les inventeurs auxquelles différentes communautés disputent le droit d’exécuter des découvertes qu’elles n’ont point faites ».
Ces critiques procèdent toutes de la conviction que des lois naturelles régissent la société, dont font partie la liberté du commerce et du travail, et que le meilleur moyen d’augmenter la richesse est le « laissez faire, laissez passer ». Aussi le préambule affirme-t-il qu’il n’y a aucun lieu de craindre qu’avec la disparition des corporations, le « public ne soit inondé d’ouvrages mal fabriqués », car les entrepreneurs n’ont aucun intérêt à prendre au hasard de mauvais ouvriers « qui gâteraient la marchandise et rebuteraient les acheteurs. » De même, on ne doit pas redouter « que l’affluence subite d’une multitude d’ouvriers nouveaux ruine les anciens, et occasionne au commerce une secousse dangereuse », car « dans les lieux où le commerce est le plus libre, le nombre des marchands et des ouvriers de tout genre est toujours limité et nécessairement proportionné au besoin, c’est-à-dire à la consommation. »
À ces éléments de doctrine, s’ajoutent des éléments d’opportunité. 
Le préambule développe les conséquences de l’abolition des corporations sur les finances royales. Les communautés s’étaient fortement endettées, en partie pour faire face à leurs dépenses, en partie pour acquérir des offices nouveaux que l’État avait créés dans le but de les revendre et de se procurer ainsi des ressources. L’édit prévoit la reprise par l’État de ces dettes des communautés et, en contrepartie, l’affectation à l’État des droits acquittés par les maîtres pour leur règlement. Dans le Mémoire qu’il remet au roi , Turgot promet que « la suppression de vaines dépenses de communautés procurant l'extinction de leurs dettes dans un très-petit nombre d'années, Votre Majesté rentrera dans la jouissance d'un revenu assez considérable, qu'elle pourra employer mieux, ou remettre en partie à ses peuples. »
À ces considérations financières, s’ajoute un dernier argument d’opportunité, qui figure dans le Mémoire au roi : « Une circonstance particulière ajoute un motif de plus pour supprimer les communautés dans l'instant même c'est la  situation où vont se trouver les  fabriques anglaises  par la cessation du commerce avec les  colonies américaines.  S'il y a un moment où l'on puisse espérer d'attirer en France beaucoup d'ouvriers anglais,  et avec eux une multitude de procédés utiles inconnus dans nos fabriques, c'est celui-ci. L'existence des jurandes fermant la  porte à tout ouvrier qui n'a pas passé par de longues épreuves, et en général aux étrangers, ferait perdre au royaume des avantages qu'il peut retirer de cette circonstance unique. Cette considération me paraît avoir beaucoup de poids. »

## L’abolition des corporations
L’abolition des corporations est tout entière contenue dans l’article 1er de l’édit :
« Il sera libre à toutes personnes, de quelque qualité et condition qu'elles soient, même à tous étrangers, encore qu'ils n'eussent point obtenu de nous des lettres de naturalité, d'embrasser et d'exercer dans tout notre royaume, et nommément dans notre bonne ville de Paris, telle espèce de commerce et telle profession d'arts et métiers que bon leur semblera, même d'en réunir plusieurs : à l'effet de quoi nous avons éteint et supprimé, éteignons et supprimons tous les corps et communautés de marchands et artisans, ainsi que les maîtrises et jurandes. Abrogeons tous privilèges, statuts et règlements donnés auxdits corps et communautés, pour raison desquels nul de nos sujets ne pourra être troublé dans l'exercice de son commerce et de sa profession, pour quelque cause et sous quelque prétexte que ce puisse être. »
Cette abolition contient toutefois quelques exceptions. Pour les professions de la pharmacie, de l’orfèvrerie, de l’imprimerie et de la librairie, l’édit ne modifie rien dans l’attente de dispositions ultérieures . Il en est de même pour les maîtres barbiers-perruquiers-étuvistes .
Les autres dispositions du texte organisent les métiers après l’abolition. Obligation est faite à tous ceux qui veulent exercer une profession ou un commerce d’en faire déclaration au lieutenant-général de police. Pour les bouchers et boulangers, interdiction leur est faite  de quitter leur profession sans en donner un préavis d’une année au lieutenant-général de police . Est maintenue l’obligation faite aux orfèvres, merciers, fripiers d’inscrire sur un registre le nom de leurs fournisseurs, et aux apothicaires le nom de leurs clients auxquels ils vendent des drogues. Les règlements de police continuent à s’appliquer pour les travaux qui peuvent occasionner des dangers ou des inconvénients notables.
Sont créées, par quartier, des arrondissements et, par arrondissement, des assemblées réunissant tous les artisans et marchands ; elles élisent chaque année un syndic et deux adjoints, chargés de « veiller sur les commerçants et artisans de leur arrondissement, sans distinction d’état ou de profession », d’en rendre compte au lieutenant-général de police, de recevoir et de transmettre ses ordres.
Le lieutenant-général de police reçoit par ailleurs compétence pour juger des contestations nées des malfaçons, ou liées à l’exécution des engagements, aux contrats d’apprentissage et autres conventions faites entre maîtres et ouvriers, dès lors que la somme en litige n’excède pas 100 livres.
Toute association de maîtres, compagnons, ouvriers et apprentis est désormais interdite. Les confréries sont supprimées. 
Après des dispositions relatives à l’élection des juges-consuls ou à l’extinction des procès engagés, les derniers articles de l’édit traitent des questions financières : obligation faite aux syndics et jurés de rendre leurs comptes dans un délai de trois mois, transmission au lieutenant-général de police des états des dettes et créances des communautés, transmission à une caisse ad hoc des droits pour le paiement des arrérages et le remboursement des capitaux d’emprunts faits par les communautés pour racheter des offices. La liquidation des communautés inclut la mise en vente des meubles et immeubles leur appartenant. 
L’édit avait été rédigé en référence à la situation parisienne. Son application dans les villes de province appelait des dispositions complémentaires, annoncées au terme de l’édit.

## Oppositions et disgrâce de Turgot
L’édit de février 1776 souleva de fortes oppositions, qui traduisaient les craintes qu’apportait un tel bouleversement. Les maîtres redoutaient l’insubordination des ouvriers ou leur départ pour créer leur propre entreprise et capter la clientèle. Ils voyaient aussi dans l’édit une violente attaque contre leur identité sociale.
Le Parlement de Paris critiquait une approche libérale qui allait à l’encontre de son modèle politique. Il refusa d’enregistrer l’édit, et il fallut un lit de justice pour l’y contraindre. Le Parlement n’obéit qu’après avoir protesté. Dans une longue harangue, l’avocat-général Antoine-Louis Séguier annonça « l’anéantissement total des arts et des artistes, de la confiance et du commerce ». Il annonça aussi le désordre social : « Tous vos sujets, Sire, sont divisés en autant de corps différents qu’il y a d’états différents dans le royaume ; ces corps sont comme les anneaux d’une grande chaîne dont le premier est dans les mains de Votre Majesté […] La seule idée de détruire cette chaîne devroit être effrayante. »
Ces résistances se manifestèrent encore lorsque les commissaires se présentèrent au siège des corporations pour en dresser l’inventaire des biens et y apposer les scellés. Les ventes aux enchères qui s’ensuivirent firent apparaître brutalement la réalité de l’abolition. 
Ces opérations furent interrompues aussitôt après la disgrâce de Turgot.

## L’édit d’août 1776
L’édit du roi enregistré au Parlement le 23 août 1776 revient sur l’abolition des corporations, mais sans remettre le droit en l’état antérieur. Les six Corps de Marchands et les quarante-quatre Communautés de Métiers que le nouvel édit recrée à Paris obéissent à des règles nouvelles. En outre, il conserve libres vingt-deux métiers ou commerces qui ne sont assujettis à aucun règlement particulier, sauf une obligation de déclaration.
Les maîtres des anciennes corporations ne sont reconnus comme tels dans les nouvelles que sous réserve de payer des droits réduits de confirmation, de réunion ou d’admission. Ceux qui refusent de payer ces droits pourront continuer à exercer leur métier mais ils ne seront pas admis aux assemblées des communautés, tout en étant soumis à l’inspection des gardes et syndics.
Les commerçants et artisans qui se sont déclarés au lieutenant-général de police en application de l’édit de février pourront également continuer à exercer leur métier, mais sous réserve de payer un droit annuel, sauf à se faire admettre à la maîtrise selon les nouvelles conditions.
Des règles nouvelles régissent le fonctionnement des corps et communautés. Des Députés, dont le nombre est limité, délibèrent sur les affaires de la communauté et la représentent. Ils sont élus par des assemblées qui ne sont plus composées de l’ensemble des maîtres, mais seulement de ceux qui paient les plus fortes contributions.
Les Députés élisent les gardes et syndics, dont les pouvoirs sont limités par le nouvel édit.
La suppression des corporations puis leur rétablissement sous de nouvelles règles soulevèrent de grandes difficultés. La mise en œuvre du nouvel édit dans tout le royaume n’était pas achevée lorsque le décret d’Allarde supprima, de manière définitive, les corporations en 1791.

### Articles annexes
- Édits de Turgot